# Deutscher Sparkassen- und Giroverband

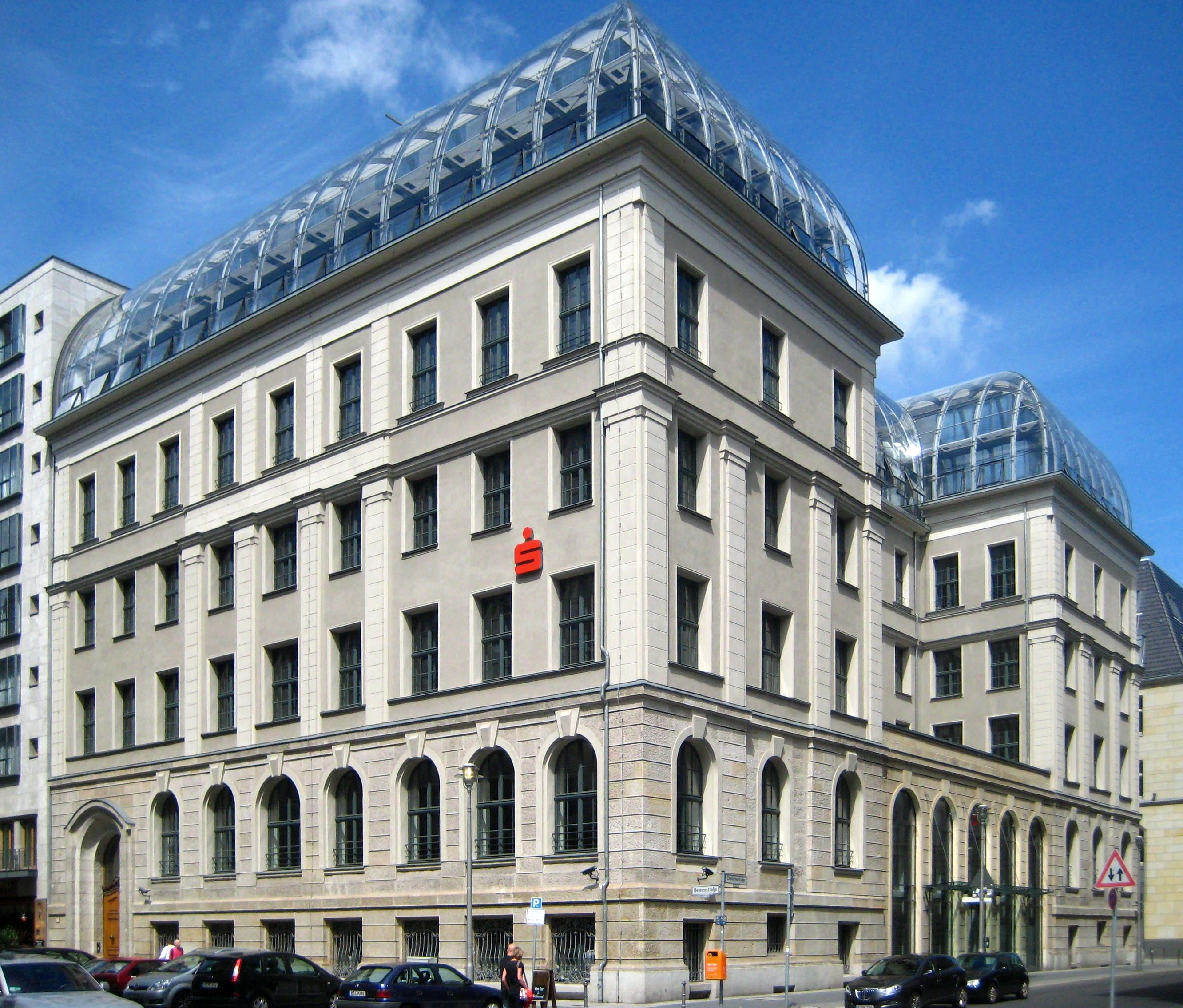
Sitz des Deutschen Sparkassen- und Giroverbandes in der Charlottenstraße 47, Ecke Behrenstraße in Berlin-Mitte

Der Deutsche Sparkassen- und Giroverband e. V. (kurz DSGV) ist der Dachverband von 12 regionalen Sparkassenverbänden auf Landesebene und gleichzeitig zuständig für die Organisation des Verbundsystems der Sparkassen-Finanzgruppe.

## Allgemeines
Der DSGV ist Pendant zum Bundesverband Öffentlicher Banken Deutschlands, Bundesverband der Deutschen Volksbanken und Raiffeisenbanken und Bundesverband deutscher Banken. Diese Verbände vertreten als Interessenvertretung jeweils die Interessen ihrer angeschlossenen Mitglieder vor allem bei der Lobbyarbeit, sorgen für einheitlichen Marktauftritt und koordinieren ihre Mitglieder auf Verbandsebene. Die Verbände geben Empfehlungen für verbandseinheitliche Allgemeine Geschäftsbedingungen heraus, sodass diese nicht bundeseinheitlich sind, sondern je nach Verbandszugehörigkeit variieren. Der DSGV ist Mitglied im Gemeinschaftsausschuss der Deutschen Gewerblichen Wirtschaft.

## Geschichte
Als erster deutscher Sparkassen- und Giroverband entstand im September 1881 der „Verband der Sparkassen in Rheinland und Westfalen“ in Essen, der sich im Dezember 1884 in den „Deutschen Sparkassenverband“ umwandelte. Im Dezember 1892 gehörten diesem sieben Mitgliedsverbände an.

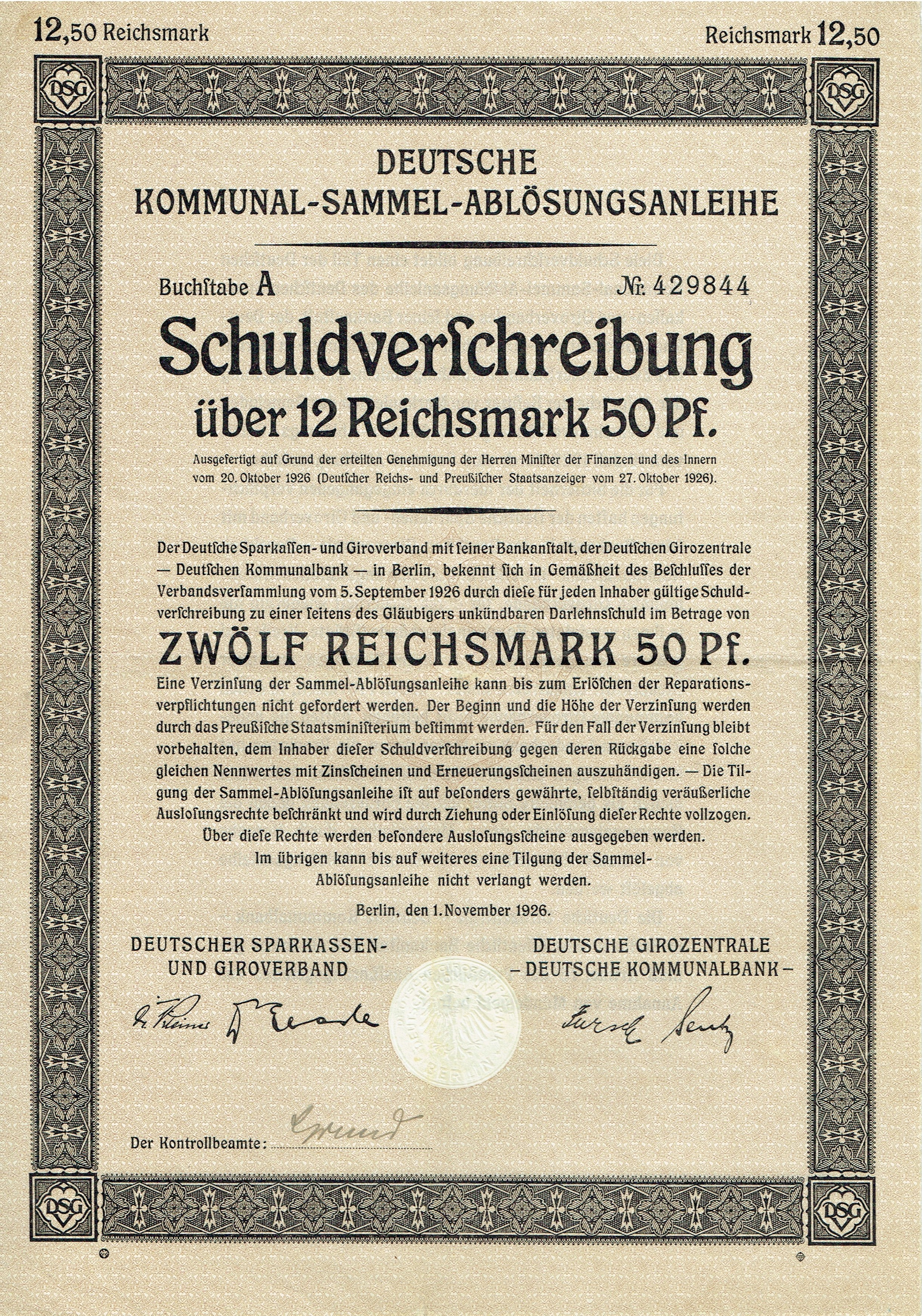
Schuldverschreibung über 12,50 RM des Deutschen Sparkassen- und Giroverband sowie der Deutschen Girozentrale – Deutsche Kommunalbank vom 1. November 1926

Der „Deutsche Sparkassenverband“ fusionierte mit dem 1916 gegründeten „Deutschen Zentral-Giroverband“ und dem 1921 errichteten „Deutschen Verband der kommunalen Banken e. V.“. Die drei bisherigen Verbände wurden im März 1924 zur „Arbeitsgemeinschaft Deutscher Sparkassen- und Giroverbände und Girozentralen“ in der Rechtsform einer Körperschaft des öffentlichen Rechts verschmolzen und ihnen als Dachverband der Deutsche Sparkassen- und Giroverband (DSGV) übergeordnet. Den bis dahin nur lokal und regional tätigen Sparkasseninstituten eröffnete sich dadurch die Möglichkeit, geschlossen aufzutreten und ihren politischen Einfluss deutlich zu erhöhen.
Nachdem die regionalen Sparkassenverbände und der Dachverband ihre Tätigkeit 1945 einstellen mussten, wurde bereits im Oktober 1947 eine neue „Arbeitsgemeinschaft deutscher Sparkassen- und Giroverbände und Girozentralen“ gegründet, die im November 1950 in das Vereinsregister in der Rechtsform eines eingetragenen Vereins (e. V.) eingetragen wurde und Rechtsvorgängerin des künftigen Deutschen Sparkassen- und Giroverbandes war, der bis Oktober 1953 noch den Titel „Arbeitsgemeinschaft deutscher Sparkassen- und Giroverbände und Girozentralen“ beibehielt und erst dann seinen heutigen Namen erhielt.
Ab Februar 1951 hatte der Verein seinen Geschäftssitz in Bonn. Seit Oktober 1953 heißt er Deutscher Sparkassen- und Giroverband e. V. Als Verbandsmitglieder sind diesem Dachverband 12 regionale Sparkassenverbände angeschlossen.
Mit der Einführung einer gemeinsamen Sparkassenwerbung im Jahre 1924 entstand zunächst ein aus den Buchstaben „DSGV“ stilisierter Hermes-Kopf als einheitliches Erkennungszeichen der Sparkassen. Im Auftrag des Verbandes entstand 1938 das „Sparkassen-S“ mit einem Münzeinwurf-Schlitz und einem Punkt als Münze am oberen Rand. Der Grafikdesigner Otl Aicher überarbeitete 1972 das einheitliche Erscheinungsbild für die Sparkassen, wofür er das „Sparkassen-S“ modifizierte und Rot als Hausfarbe der Sparkassen einführte.
In den 1920er Jahren trug der DSGV ö. K. dazu bei, dass sich bei den Sparkassen einheitliche Geschäftsgrundlagen, beispielsweise im Giroverkehr, durchsetzten. Der Verband unterstützte die Sparkassen beim weiteren Ausbau ihrer Geschäftsfelder, vor allem im Wertpapier-, Depositen- und Kreditgeschäft. In der Zeit des Nationalsozialismus wurde der DSGV organisatorisch und personell „gleichgeschaltet“ und als „Wirtschaftsgruppe Sparkassen“ innerhalb der „Reichsgruppe Banken“ dem Reichswirtschaftsministerium unterstellt. DSGV-Präsident Ernst Kleiner, der die „Gleichschaltung“ mitgetragen hatte, musste gleichwohl 1935 aus dem Amt scheiden. Seine Nachfolge trat Johannes Heintze an, ein hoher Beamter aus dem Reichswirtschaftsministerium. Er starb 1945 in sowjetischer Haft. Seit Februar 1951 ist der DSGV in Bonn ansässig.
Unter seinem ersten Präsidenten Fritz Butschkau stellte der DSGV e. V. in der Zeit des Wiederaufbaus in der Bundesrepublik Deutschland zwischen 1953 und 1967 die Themen Geldwertstabilität und Inflationsbekämpfung in den Mittelpunkt seiner Arbeit. Unter Butschkaus Nachfolger Ludwig Poullain begann 1967 die Ära der zunehmenden Marktorientierung der Sparkassen. Professionalisierung und Automatisierung des Sparkassenbetriebs machten große Fortschritte. Im Jahre 1971 bezog der DSGV ein neuerrichtetes Verwaltungsgebäude in Bonn, das 1992 erweitert wurde.
Noch in der Umbruchzeit 1989/90 knüpfte der Verband unter seinem seit 1972 amtierenden Präsidenten Helmut Geiger Kontakte zur Sparkassenorganisation der DDR und unterstützte diese bei der Transformation der ostdeutschen Sparkassen in moderne Geldinstitute. Zeitgleich mit der Wiedervereinigung der beiden deutschen Teilstaaten trat im Herbst 1990 die gesamtdeutsche Sparkassen-Finanzgruppe ins Leben. Auf den Sparkassentagen von 1995 („Verantwortung in Gesellschaft und Region“) und 1998 („Zukunft Europa – Standort: hier“) unterstrich Horst Köhler – DSGV-Präsident von 1993 bis 1998 – die Zukunftsfähigkeit der Sparkassen-Finanzgruppe im Wettbewerb und hob die regionale Verantwortung sowie die Positionierung der Sparkassen in Europa hervor. Bereits im Sommer 1999 hatte der Verband begonnen, seine Geschäftsstelle wieder nach Berlin zu verlagern. In der Amtszeit von Dietrich H. Hoppenstedt kam im Juni 2001 eine Verständigung mit der EU-Kommission über die Änderung der Haftungsgrundlagen für Sparkassen und Landesbanken zustande (Brüsseler Konkordanz). Auf ihrer Basis entfiel im Juli 2005 die Gewährträgerhaftung für neue Verbindlichkeiten der Institute und die Anstaltslast wurde ersetzt.
In die Präsidentschaft von Heinrich Haasis, der Hoppenstedt 2006 nachfolgte, fiel die internationale Finanzmarktkrise, deren Kulminationspunkt 2008 der Zusammenbruch der US-Investmentbank Lehman Brothers war. Aufgrund ihrer regionalen Verwurzelung, ihrer engen Verflechtung mit der Realwirtschaft und weitgehenden Unabhängigkeit von den internationalen Kapitalmärkten erwiesen sich die deutschen Sparkassen als ein Stabilitätsanker in der Krise. 2007 organisierte der DSGV den Kauf der Landesbank Berlin und ihrer Tochtergesellschaft Berliner Sparkasse durch die Sparkassen. Dadurch gelang es, eine Privatisierung der Sparkasse in der deutschen Hauptstadt zu verhindern.
Von 2012 bis Ende November 2017 stand Georg Fahrenschon an der Spitze des DSGV.
Im Sommer 1999 zog der Verband von Bonn nach Berlin um. In Bonn verblieben die zentralen wissenschaftlichen Einrichtungen der Sparkassen-Finanzgruppe: die Management-Akademie der Sparkassen-Finanzgruppe, die Wissenschaftsförderung, die Eberle-Butschkau-Stiftung sowie die eigene, staatlich anerkannte Hochschule. In der Nähe Berlins ist der DSGV seit 1997 Eigentümer von Schloss Neuhardenberg, 2001 übertrug er der Stiftung Schloss Neuhardenberg GmbH die Verantwortung für das Veranstaltungsprogramm, das Tagungsgeschehen und den Hotelbetrieb.

## Aufgaben
In seiner Eigenschaft als Dachverband übernimmt der DSGV die Interessenvertretung der öffentlich-rechtlichen Sparkassen, der Landesbanken-Konzerne und der DekaBank sowie von Landesbausparkassen, Erstversicherergruppen der Sparkassen und zahlreichen weiteren Finanzdienstleistungsunternehmen. Der DSGV organisiert die Willensbildung innerhalb der Sparkassen-Finanzgruppe und ihre markt- und betriebsstrategische Ausrichtung – von der Produktentwicklung und -abwicklung, über Risikomanagement und Gesamtbanksteuerung bis zum Karten- und Zahlungsverkehr und ganzheitlichen Beratungsansätzen für alle Kundensegmente. Außerdem verwaltet der DSGV die Sicherungsreserve der Landesbanken und Girozentralen sowie den Sicherungsfonds der Landesbausparkassen, die Teil des nach dem Einlagensicherungsgesetz (EinSiG) anerkannten institutsbezogenen Sicherungssystems sind.
Der DSGV ist Rechtsträger des nach § 43 EinSiG als Einlagensicherungssystem anerkannten institutsbezogenen Sicherungssystems der Sparkassen-Finanzgruppe (Institutssicherung der Sparkassen, Landesbanken und Landesbausparkassen) und übernimmt für die angehörenden Institute die Entschädigung der Gläubiger nach Maßgabe der §§ 5 bis § 16 EinSiG und damit die Aufgabe der Einlagensicherung.
Außerdem vertritt der DSGV als Verbundpartner die Interessen der Sparkassen-Finanzgruppe auf nationaler und internationaler Ebene und legt die strategische Ausrichtung des Verbundsystems fest, so etwa das gemeinsame Corporate Design. Der DSGV ist auch Rechtsinhaber aller nationalen und internationalen Kollektivmarken der Sparkassen-Finanzgruppe in seiner Eigenschaft als Markenverband.
Der Verband ist Herausgeber der seit 1924 erscheinenden Sparkassenzeitung, die im Deutschen Sparkassenverlag gedruckt wird. Der DSGV ist Mitglied des Weltinstituts der Sparkassen (Genf) und der Europäischen Sparkassenvereinigung (Brüssel).

## Rechtsfragen
Organe des Verbandes sind gemäß Satzung der Vorstand und die Mitgliederversammlung. Der Vorstand mit einem hauptamtlichen Präsidenten ist oberstes Entscheidungsorgan des Verbandes in Angelegenheiten, in denen nicht die Mitgliederversammlung zuständig ist. Er bestimmt die Linien der Verbandspolitik auf allen Gebieten des Sparkassen- und Girowesens. Die Mitgliederversammlung wählt und entlastet den Vorstand und ist für die Festlegung der Mitgliedsbeiträge und die Genehmigung der Jahresrechnung zuständig. Zweck des Verbandes ist der Satzung zufolge die Förderung der gemeinsamen Interessen seiner Mitglieder und der angeschlossenen Sparkassen durch Beratung und Erfahrungsaustausch. Der Verband vertritt die Interessen der Sparkassen-Finanzgruppe auf nationaler und auf internationaler Ebene. Dem Verband obliegt die Festlegung der strategischen Ausrichtung der Sparkassen-Finanzgruppe.
Der Österreichische Sparkassenverband und der Verband Schweizerischer Kantonalbanken sind außerordentliche Mitglieder des DSGV, umgekehrt ist der DSGV auch ein außerordentliches Mitglied bei den beiden Verbänden in Österreich und der Schweiz. Der DSGV vertritt darüber hinaus die Sparkassen-Finanzgruppe in den internationalen Sparkassengremien, beispielsweise in der Europäischen Sparkassenvereinigung in Brüssel und beim Weltinstitut der Sparkassen.

## Körperschaft des öffentlichen Rechts
Wegen Namensgleichheit leicht zu verwechseln ist der DSGV e. V. mit dem „Deutschen Sparkassen- und Giroverband Körperschaft des öffentlichen Rechts“ (DSGV öK), der seit Juni 2011 zusammen mit der „Deka Erwerbsgesellschaft mbH & Co. KG“ Träger der DekaBank Deutsche Girozentrale ist, einer bundesunmittelbaren Anstalt des öffentlichen Rechts und Verbundpartner in der Sparkassen-Finanzgruppe. Am 8. Juni 2011 schieden die bisher an der DekaBank Deutsche Girozentrale ebenfalls beteiligten Landesbanken als Gesellschafter aus. Pflichtmitglieder des DSGV öK sind die 12 regionalen Sparkassenverbände. Der DSGV öK ist nach § 1 Abs. 1 seiner Satzung ein Zusammenschluss der Regionalverbände einschließlich der
Landesbank Berlin Holding AG. Satzungsmäßige Aufgabe des DSGV öK ist die Förderung des Sparkassenwesens.

## Verbandsdaten
Der Verband repräsentiert die Sparkassen-Finanzgruppe, die aus rund 540 Unternehmen besteht, darunter 385 Sparkassen mit über 13.000 Geschäftsstellen und 209.588 Mitarbeitern (Stand: 31. Dezember 2018). Insgesamt arbeiten in der Sparkassen-Finanzgruppe 312.800 Personen. Sie hat ein Geschäftsvolumen von 2.840 Mrd. €. Das macht die Sparkassen-Finanzgruppe zur größten kreditwirtschaftlichen Gruppe Europas (Stand: 31. Dezember 2017).
Nach einer Studie des Analysehauses Barkow Consulting waren zum 30. Juni 2021 von den 911 Vorstandsmitgliedern der 373 Institute 53 weiblich, was einer Frauenquote von 5,83 Prozent entspricht. Der Anteil unter allen Beschäftigten beträgt 36 Prozent.

## Präsidenten des Deutschen Sparkassen- und Giroverbands
- 1924–1935: Ernst Eberhard Kleiner
- 1935–1945: Johannes Heintze (eingesetzt vom Reichswirtschaftsministerium)
- 1953–1967: Fritz Butschkau (1945–1953 Geschäftsführender Direktor, seit 1967 Ehrenpräsident DSGV)
- 1967–1972: Ludwig Poullain
- 1972–1993: Helmut Geiger
- 1993–1998: Horst Köhler
- 1998–2006: Dietrich H. Hoppenstedt
- 2006–2012: Heinrich Haasis
- 2012–2017: Georg Fahrenschon
- 2017–2023: Helmut Schleweis
- seit 2024: Ulrich Reuter

## Einrichtungen
- Die staatlich anerkannte Hochschule der Sparkassen-Finanzgruppe in Bonn bietet die Möglichkeit eines Bachelor- und MBA-Studiums. Das Studium richtet sich an Nachwuchskräfte der Finanzwirtschaft.
- Die Management-Akademie ist die zentrale Weiterbildungsstätte der Sparkassen-Finanzgruppe und übernimmt verbandspolitische Aufgaben im Bereich Personalwirtschaft und Personalentwicklung.
- Die Wissenschaftsförderung initiiert und vertieft den Dialog zwischen der Wissenschaft und der Sparkassen-Finanzgruppe. Dabei unterstützt sie die Forschung und Lehre auf dem Gebiet des Geld-, Bank- und Börsenwesens sowie der Sparkassengeschichte und fördert dabei den Wissenstransfer von der Wissenschaft in die Praxis.
- Die Sparkassen Rating und Risikosystem GmbH unterstützt mit Methoden und Verfahren für das Risikomanagement, für die Kapitalplanung und Risikotragfähigkeitsberechnung sowie in den Themen Meldewesen und Internes Reporting.[25]
- Der Europaservice der Sparkassen-Finanzgruppe bietet für kleine und mittlere Unternehmen Informationen und Beratung über den Europäischen Binnenmarkt, dessen wirtschaftliche, rechtliche und soziale Auswirkungen sowie seine künftige Erweiterung – in allen Fragen, die für Unternehmen interessant sind. Der EuropaService ist eine Einrichtung für Kunden und Institute der Sparkassen-Finanzgruppe. Er kooperiert mit der EU-Kommission und deren „Enterprise Europe Network“ aus 500 Einrichtungen in 40 Ländern.
- Sparkassenstiftung für internationale Kooperation e. V. mit Sitz in Bonn: Die Sparkassenstiftung konzentriert sich hauptsächlich auf sechs Projekttypen:
  - Entwicklung von Retailbanken, z. B. im Bereich Risikomanagement.
  - Kreditlinien für KMU („Down-scaling“), z. B. German-Azerbaijanian Fund in Aserbaidschan.
  - Mikrofinanz, z. B. Transformation von unregulierten Mikrofinanzinstitutionen in formelle (Mikrofinanz-)Banken.
  - Personalentwicklung und Training, z. B. Gründung von Bankakademien, die Entwicklung von Curricula und Trainingskursen und die Organisation von Seminaren und Konferenzen (Bankenplanspiele).
  - Finanzsektorentwicklung, z. B. Beratung von Mikrofinanzverbänden und Zentralbanken.
  - Finanzielle Grundbildung und Sparmobilisierung, z. B. Einführung des Weltspartages und begleitender Aktionen.
- Beratungsdienst Geld und Haushalt: Unterstützt Verbraucher bei der privaten Finanzplanung mit kostenlosen Angeboten. Ziel ist die Vermittlung von finanzieller Bildung und Prävention vor Überschuldung.
- Stiftung Schloss Neuhardenberg
- Schlichtungsstelle

## Sparkassen-Finanzgruppe
Die Sparkassen-Finanzgruppe besteht aus mehreren Regionalverbänden, Verbundpartnern und Servicegesellschaften.

### Regionale Sparkassen- und Giroverbände

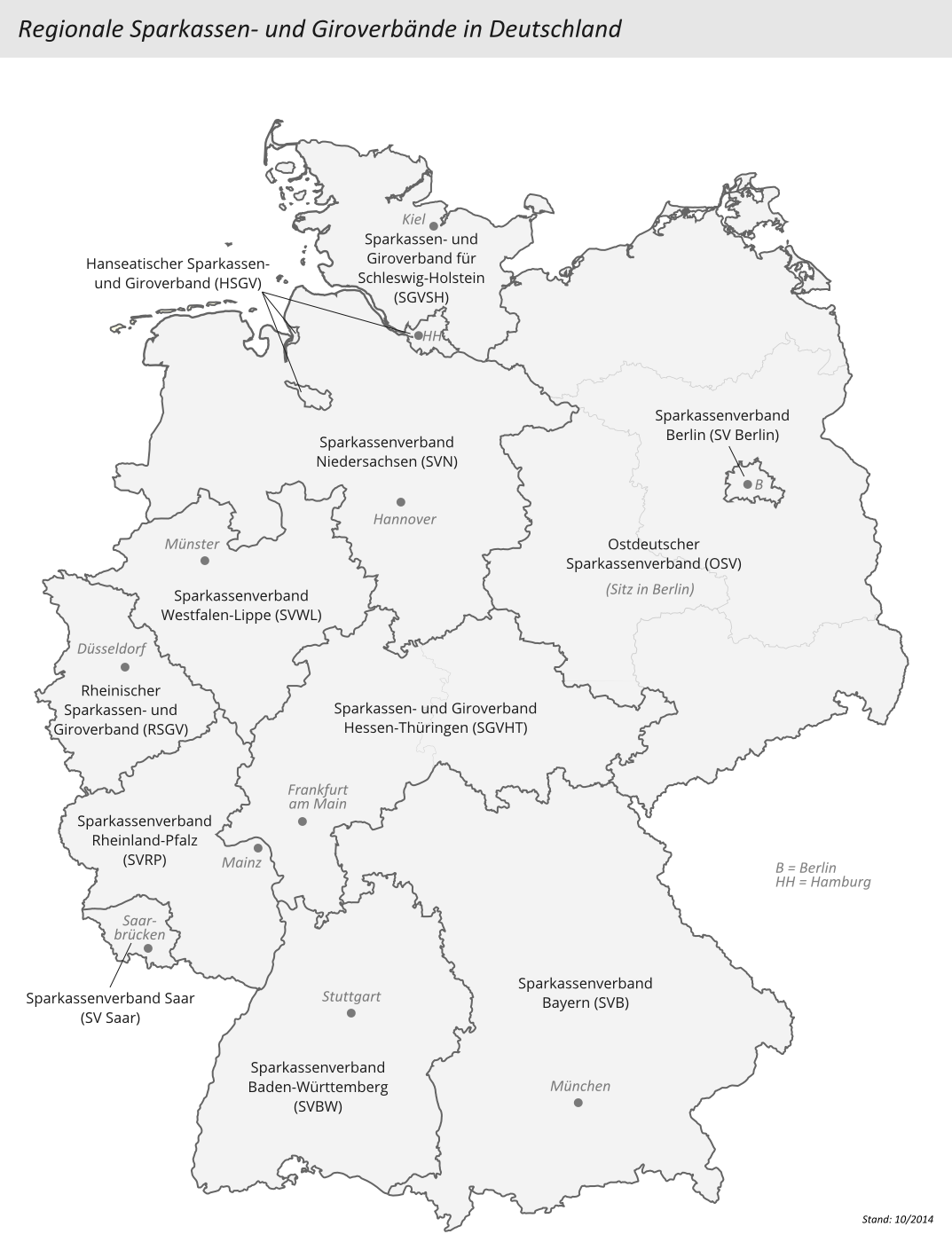
Regionale Sparkassen- und Giroverbände in Deutschland

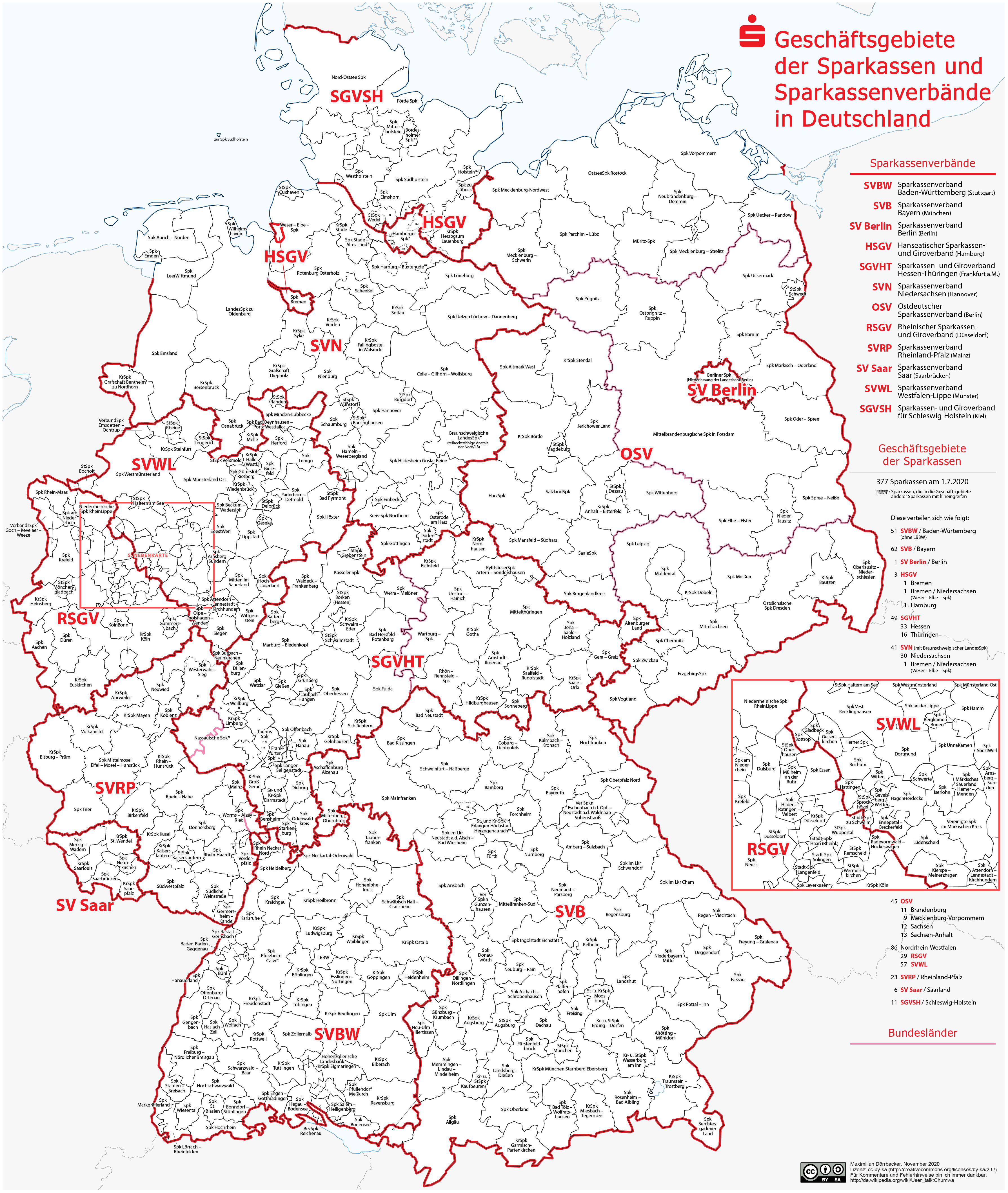
Die deutschen Sparkassen- und Giroverbände und deren angehörende Sparkassen

1. Sparkassenverband Baden-Württemberg (SVBW, Sitz: Stuttgart)
2. Sparkassenverband Bayern (SVB, Sitz: München)
3. Sparkassenverband Berlin (SV Berlin, Sitz: Berlin)
4. Hanseatischer Sparkassen- und Giroverband (HSGV, Sitz: Hamburg)
5. Sparkassen- und Giroverband Hessen-Thüringen (SGVHT, Sitz: Frankfurt am Main und Erfurt)
6. Sparkassenverband Niedersachsen (SVN, Sitz: Hannover)
7. Ostdeutscher Sparkassenverband (OSV, Sitz: Berlin)
8. Rheinischer Sparkassen- und Giroverband (RSGV, Sitz: Düsseldorf)
9. Sparkassenverband Rheinland-Pfalz (SVRP, Sitz: Mainz)
10. Sparkassenverband Saar (SV Saar, Sitz: Saarbrücken)
11. Sparkassenverband Westfalen-Lippe (SVWL, Sitz: Münster)
12. Sparkassen- und Giroverband für Schleswig-Holstein (SGVSH, Sitz: Kiel)

Insgesamt gibt es 12 Regionalverbände in der Sparkassen-Finanzgruppe mit 2.698 Mitarbeitern.

### Landesbanken
5 Landesbanken (ohne DekaBank Deutsche Girozentrale) (Stand: 31. Dezember 2021).
- Bayerische Landesbank (BayernLB) (Sitz: München)
- Landesbank Baden-Württemberg (LBBW) (Sitz: Stuttgart)
- Landesbank Hessen-Thüringen Girozentrale (Helaba) (Sitz: Frankfurt am Main und Erfurt)
- Norddeutsche Landesbank – Girozentrale – (Nord/LB) (Sitz: Hannover)
- Landesbank Saar (SaarLB) (Sitz: Saarbrücken)

Ehemalige Landesbanken
- Hamburg Commercial Bank AG (ehemals HSH Nordbank AG)
  - Hamburgische Landesbank (Vorgängerinstitut der HSH Nordbank)
  - Landesbank Schleswig-Holstein Girozentrale (LB Kiel) (Vorgängerinstitut der HSH Nordbank)
- Bremer Landesbank Kreditanstalt Oldenburg – Girozentrale (übernommen von der NORD/LB)
- WestLB (wird seit 1. Juli 2012 als Portigon abgewickelt)
- Landesbank Berlin (LBB) (Nicht mehr im Besitz eines Bundeslandes, seit sie vom Land Berlin an die Sparkassen-Finanzgruppe verkauft wurde)
- Südwestdeutsche Landesbank Girozentrale (SüdwestLB; 1999 mit der Landesgirokasse Stuttgart und dem Marktteil der Landeskreditbank Baden-Württemberg zur Landesbank Baden-Württemberg fusioniert)
  - Landesbank Stuttgart (1988 in der Südwestdeutsche Landesbank Girozentrale aufgegangen)
  - Badische Kommunale Landesbank (1988 in der Südwestdeutsche Landesbank Girozentrale aufgegangen)
- LRP Landesbank Rheinland-Pfalz (2008 auf die Landesbank Baden-Württemberg verschmolzen)
- Landesbank Sachsen (2008 auf die Landesbank Baden-Württemberg verschmolzen)

### Landesbausparkassen
5 Landesbausparkassen (LBS), Mitarbeiter ca. 6.800 (Stand: 31. Dezember 2023).
1. Landesbausparkasse Süd (Sitz: Stuttgart, München)
2. Landesbausparkasse Hessen-Thüringen (Sitz: Offenbach am Main)
3. LBS Landesbausparkasse NordWest (Sitz: Münster, Hannover)
4. LBS Landesbausparkasse NordOst AG (Sitz: Potsdam, Hamburg und Kiel)
5. LBS Landesbausparkasse Saar (Sitz: Saarbrücken)

### Sparkassen
370 Sparkassen mit rund 200.000 Mitarbeitern in rund 12.000 Geschäftsstellen (Stand: 31. Dezember 2021)

### Öffentliche regionale Erstversicherer
11 Institute, Mitarbeiter ca. 30.000.
- Öffentlicher Versicherer

### DekaBank Deutsche Girozentrale
- DekaBank Deutsche Girozentrale, Zentraler Asset Manager der Sparkassen-Finanzgruppe, rund 4,7 Millionen betreute Depots, Total Assets 276 Mrd. Euro (Stand 31. Dezember 2018). (Sitz: Frankfurt am Main und Berlin)

### Sparkassen Broker
- Sparkassen Broker (S Broker AG & Co. KG), Zentraler Online-Broker der Sparkassen-Finanzgruppe (Sitz: Wiesbaden)

### Deutsche Leasing Gruppe
- Deutsche Leasing AG (Sitz: Bad Homburg v. d. Höhe)

### Finanz Informatik
- Finanz Informatik, Zentraler IT-Dienstleister der Sparkassen-Finanzgruppe (Sitz: Frankfurt am Main)

### DSV-Gruppe (Deutscher Sparkassenverlag)
- DSV-Gruppe, zentraler Produkt- und Lösungsanbieter in der Sparkassen-Finanzgruppe (Sitz: Stuttgart)

## Gesellschaftliches Engagement der Sparkassen-Finanzgruppe und des DSGV
Wie die Sparkassen engagiert sich der Deutsche Sparkassen- und Giroverband auf unterschiedlichste Weise für das Gemeinwohl. In ihrem „Bericht an die Gesellschaft“ belegt die Sparkassen-Finanzgruppe ihre Beiträge für die nachhaltige Entwicklung in Deutschland. Mit ihrer unternehmerischen Haltung, ihren Produkten und gesellschaftlichen Initiativen engagiert sie sich – ihrem öffentlichen Auftrag folgend – vor Ort in vielschichtiger Weise. Für die Sparkassen steht ihr jeweiliges Geschäftsgebiet im Fokus der Förderung.
Gefördert werden Vereine aus Kunst, Sport und Kultur, Umwelt- und Sozialprojekte sowie Einrichtungen zur akademischen und wirtschaftlichen Weiterbildung, wie z. B. der Finanzberatungsdienst „Geld und Haushalt“ oder das Planspiel Börse. Des Weiteren gibt es in der Sparkassen-Finanzgruppe zahlreiche Stiftungen, die bestimmte Projekte fördern. Partner für die Institute und Stiftungen der Sparkassen-Finanzgruppe bei der Kulturförderung ist regelmäßig der Sparkassen-Kulturfonds des Deutschen Sparkassen- und Giroverbandes.

### Beispiele für bisherige und laufende Projekte
- Seit 2006 fördert die Sparkassen-Finanzgruppe die Staatlichen Kunstsammlungen Dresden, seit 2011 ist sie Hauptförderer; ebenso ist sie seit 2011 Hauptförderer der Staatlichen Museen zu Berlin[30].
- Im Jubiläumsjahr des Bauhauses unterstützt die Sparkassen-Finanzgruppe zahlreiche Einzelvorhaben, Veranstaltungen und Reihen[31]
- In Schloss Neuhardenberg hat die Sparkassen-Finanzgruppe ein Zentrum für Kunst und Kultur, Wissenschaft und Wirtschaftsethik eingerichtet.
- Von Beginn an unterstützt die Sparkassen-Finanzgruppe den Wettbewerb „Jugend musiziert“ auf allen drei Wettbewerbsebenen, seit 1991 ist sie Hauptsponsor[32]
- Unter dem Motto „Erleben ist einfach“ war die Sparkassen-Finanzgruppe im Jahr 2017 Hauptförderer der Documenta 14 in Kassel und der Skulptur.Projekte Münster, außerdem war sie Partner des Deutschen Pavillons auf der 57. Internationalen Kunstausstellung – La Biennale di Venezia
- Der Verein war Hauptsponsor der RUHR.2010 und ergänzte das Kulturprogramm durch die „Ruhrblicke“.

### Olympia Partner Deutschland
Als „Olympia Partner Deutschland“ unterstützt die Sparkassen-Finanzgruppe seit 2008 die deutsche Olympiamannschaft. Seit 2012 werden auch die paralympischen Mannschaften unterstützt. Im Fokus stehen auch die Nachwuchsförderung von jungen Sportlern und der Breitsport. Mit rund 90 Millionen Euro ist die Sparkassen-Finanzgruppe der größte nicht-staatliche Sportförderer in Deutschland.

### Bericht an die Gesellschaft
Im Juli 2014 hat der Deutsche Sparkassen- und Giroverband den ersten Bericht an die Gesellschaft der Sparkassen-Finanzgruppe vorgelegt. Ziel des Berichts ist die Förderung der nachhaltigen Entwicklung in Deutschland sowie eine bessere Wahrnehmung des Engagements von öffentlich-rechtlichen Sparkassen.
In Kooperation mit dem Rat für Nachhaltige Entwicklung war die Sparkassen-Finanzgruppe der erste kreditwirtschaftliche Verbund in Deutschland, der mit dem Deutschen Nachhaltigkeitskodex kooperierte. Für die Sparkassen wurde ein eigenes Indikatoren-System zur Nachhaltigkeitsberichterstattung entwickelt und wurde vom Rat für Nachhaltige Entwicklung anerkannt. Anhand von 61 Indikatoren können die Sparkassen ihre Beiträge für eine nachhaltige Entwicklung und ihre Leistungen zur Erfüllung des öffentlichen Auftrags abbilden.

## Mitgliedschaften
Der Verein ist Mitglied im Netzwerk Europäische Bewegung. Zudem ist der DSGV außerordentliches Mitglied des Österreichischen Sparkassenverbands und des Verbands Schweizerischer Kantonalbanken. Im Gegenzug sind beide Verbände ebenfalls außerordentliche Mitglieder des DSGV. Außerdem ist der DSGV Mitglied im Zentralverband des Deutschen Handwerks.